# 保定高新技术产业开发区
保定高新技术产业开发区位于河北省保定市，是1992年11月经中华人民共和国国务院批准成立的国家级高新技术产业开发区，实际管辖面积60平方公里，辖两乡、一个街道（贤台乡、大马坊乡、高新区街道），34个行政村、11个社区，总人口10万，是京津石高新技术产业带的重要组成部分。

## 经济情况
2012年全区实现固定资产投资101.7亿元，同比增长2.6%；全部财政收入30.8亿元，同比增长19%；社会消费品零售总额57.4亿，同比增长14.5%；工业总产值850亿元；实际利用外资2923万美元。
2019年在169个国家级高新区中综合排名第38位，其中国际化和参与全球竞争能力排名第10位。

据2021年国家统计年鉴，全区共有企业692家，从业人员108513人，营业收入为20814952万元，出口总额为936651万元。